# Nimbarka
Nimbārka (Sanskrit: निम्बार्काचार्य, Nimbārkācārya) est un philosophe indien qui vécut dans le courant du XIIe siècle de notre ère. Il est connu pour être le fondateur du Dvaitādvaita, une école de la tradition philosophique indienne āstika liée au Vedānta. Cette école, qui reconnait une dualité tout en admettant qu'il a aussi une non-dualité entre l'âme humaine et Dieu, est souvent assimilée au courant de pensée dénommé Bhedabheda.
La philosophie de Nimbārka a été étudiée par des penseurs musulmans qui ont tenté un rapprochement entre le soufisme et le Vedānta.